# Västbyggeby, Valbo
Västbyggeby är en by i Valbo socken i Gävle kommun, Gävleborgs län.
Byn gränsar till Bäck och Ön.
Byn omtalas första gången 1432, då Jakob i 'Wæsbyggiaby' satt i en av häradshövdingen utsedd synenämnd. 1461 ingick en Olof Larsson i byn i en annan synenämnd. Under perioden 1541-1567 växlade antalet skattehemman i byn mellan 3 och 4. Byborna erlade sin skatt i form av osmundjärn, och ägnade sig förmodligen fortfarande åt järnutvinning från myrmalm. 1560 hade två av byns bönder varsin sågkvarn i Gavleån.
I samband med skattläggningen av Norrlands åar och älvar 1552 nämns ochskå att tre bönder i Västbyggeby hade ett gemensamt laxkar för strömfiske.